# O.B. McClinton
Obie Burnett 'O.B.' McClinton (25 april 1940 – 23 september 1987) was een Amerikaanse country-singer-songwriter en -gitarist.

## Biografie
O.B. McClinton was het op een na jongste kind van ds. G.A. McClinton, een predikant en boer die eigenaar was van een boerderij van 2,8 km2 in de buurt van Memphis (Tennessee). Het luisteren naar Hank Williams sr. als kind rond de leeftijd van 9 of 10 jaar wekte zijn interesse voor de countrymuziek. Voordat hij aan zijn countrycarrière begon, probeerde hij het met r&b. Hoewel hij zelf geen platencontract als soulzanger kon krijgen, schreef hij wel een aantal nummers die zijn opgenomen door James Carr, waaronder de titelsongs voor Carr's albums You Got My Mind Messed Up en A Man Needs a Woman. Bekend om naar zichzelf te verwijzen als de Chocolate Cowboy, bracht McClinton met succes zijn album The Only One uit op de televisie, lang voordat de praktijk gemeengoed was. Met zijn eerste country hit Don't Let The Green Grass Fool You, een top 40 nummer in 1972, beschouwde hij het als zijn beste werk. 

## Overlijden
O.B. McClinton overleed in september 1987 op 47-jarige leeftijd, na een jarenlange strijd tegen buikkanker.

## Discografie

### Singles
- 1964:	Tradin' Stamps
- 1965:	The Day The World Cried
- 1965: She's Better Than You
- 1966:	Trying To Make It
- 1971:	Country Music, That's My Thing
- 1971: Bad Guys Don't Always Wear Black Hats
- 1972:	Deep In The Heart Of Me
- 1972: Six Pack of Trouble
- 1972: Don't Let the Green Grass Fool You
- 1973:	My Whole World Is Falling Down
- 1973: I Wish It Would Rain
- 1973: You Don't Miss Your Water
- 1973: The Unluckiest Songwriter In Nashville
- 1974:	Something Better
- 1974: If You Loved Her That Way
- 1974: Blind, Crippled and Crazy
- 1974: Yours and Mine
- 1975:	The Most Wanted Woman (Is An Unloved Wife)
- 1975: Just In Case
- 1976:	It's So Good Lovin' You
- 1976: Black Speck
- 1976: Let's Just Celebrate The Temporary
- 1977:	Country Roots
- 1977: Talk To My Children's Mama
- 1978:	Hello, This Is Anna (w/ Peggy Jo Adams)
- 1978: Natural Love
- 1979:	The Real Thing
- 1979: Soap
- 1980:	Not Exactly Free
- 1984:	Honky Tonk Tan
- 1986:	Everybody's Talking About Ol' Herb (The Whopper Song)
- 1987:	Turn the Music On
- 1987: Still A Wanted Man

### Albums
- 1971:	O.B. McClinton Country (Enterprise)
- 1973:	Obie From Senatobie	(Enterprise)
- 1973:	Live at Randy's Rodeo (Enterprise)
- 1974:	If You Loved Her That Way (Enterprise)
- 1981:	The Chocolate Cowboy (Lakeshore Music)
- 1986:	O.B. McClinton (Hometown)
- 1987:	The Only One (Epic)
- 1988:	Just For You (CBS/Hometown)

- International Standard Name Identifier: 0000 0000 4240 6202
- Library of Congress Control Number: n93101195
- MusicBrainz: 606c5e76-e02c-4b8d-8e6b-12384baa2c99
- Virtual International Authority File: 1688228
- WorldCat: E39PBJc7RgWxghfPWTPwT3GT73